# Герб Елабужского района
Герб муниципального образования Ела́бужский муниципальный район Республики Татарстан Российской Федерации — опознавательно-правовой знак, служащий официальным символом муниципального образования.
Герб утверждён Решением № 59 Совета Елабужского муниципального района 8 августа 2006 года
.
Герб внесён в Государственный геральдический регистр Российской Федерации под регистрационном номером 2548 и в Государственный геральдический реестр Республики Татарстан под № 67.

## Описание герба
«В серебряном поле с чёрной оконечностью, усыпанной серебряными гонтами, попеременно, на зелёной земле — чёрный пень, имеющий две отходящие влево ветви с зелёными листьями, — сидящий с воздетыми крыльями червлёный дятел, имеющий золотые глаза и клюв».

## Символика герба

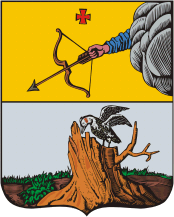
Герб Елабуги (1781 год)

За основу современного герба города Елабуга взят исторический герб города Елабуга Вятского Наместничества, Высочайше утверждённый 28 мая 1781 года, подлинное описание которого гласит: «Въ верхней части щита гербъ Вятскій: въ золотомъ полѣ, изъ облака выходящая рука, держащая натянутый лукъ со стрѣлою, а надъ ней въ верхней части щита крестъ красный. Въ нижней — въ серебряномъ полѣ, сидящій на пнѣдятелъ, долбящій оный, ибо тамъ множество сего рода птицъ».
Использование исторического герба для района подчёркивает взаимосвязь города и района и подчёркивает древность Елабужской земли, её богатство традиций.
Главная фигура герба — дятел традиционный символ, трудолюбия, неутомимости, упорства. Композиция герба Елабуги представляет аллегорию борьбы добра со злом.
Золото в геральдике символизирует прочность, великодушие, богатство, урожай.
Серебро в геральдике символизирует чистоту, благородство, мир, взаимосотрудничество.
Красный цвет — символ труда, мужества, красоты и жизни.
Зелёный цвет символизирует весну, радость, надежду, природу, и здоровье.
Чёрный цвет в геральдике символизирует благоразумие, мудрость, скромность, честность.

## История герба

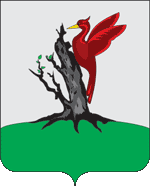
Герб Елабуги (2006 год)

8 августа 2006 года были утверждены герб города Елабуга и герб Елабужского муниципального района. Герб района отличается от городского наличием чёрной оконечностью, усыпанной серебряными гонтами, попеременно.
Герб района разработан авторской группой Геральдического совета при Президенте Республики Татарстан и Союза геральдистов России в составе:
Рамиль Хайрутдинов (Казань), Радик Салихов (Казань), Ильнур Миннуллин (Казань), Константин Мочёнов (Химки), Кирилл Переходенко (Конаково), Оксана Афанасьева (Москва) при участии: Наиля Валеева (Елабуга), Рабиса Саляхова (Елабуга), Гульзады Руденко (Елабуга), Ленара Мифтахова (Елабуга).